# Tuplice
Tuplice – wieś w Polsce położona w województwie lubuskim, w powiecie żarskim, siedziba gminy Tuplice.
W latach 1975–1998 miejscowość administracyjnie należała do województwa zielonogórskiego.

## Położenie
Wieś licząca w przybliżeniu 1560 mieszkańców, położona jest na zachód od Żar. Tuplice leżą nad drogą wojewódzką nr 294.

## Zabytki
Do wojewódzkiego rejestru zabytków wpisany jest:
- dom, ul. Parkowa 32, szachulcowy z 1726, przebudowany w XIX wieku/XX wieku

inne zabytki:
- linia kolejowa, zabytkowa z 1858
- dworzec z 1871.

## Wspólnoty wyznaniowe
- Kościół rzymskokatolicki:
  - parafia Chrystusa Króla
- Świadkowie Jehowy:
  - Sala Królestwa zboru Łęknica[4]